# 안성로
안성로(Anseong-ro)는 전북특별자치도 무주군 안성면 죽천교차로에서 무주군 안성면 사전교차로 까지 연결하는 도로이다.

## 주요 경유지
전북특별자치도
- 무주군 (안성면)

## 노선
| 이름         | 접속 노선                   | 소재지 | 소재지 | 비고 |
| ------------ | --------------------------- | ------ | ------ | ---- |
| 죽천 교차로  | 국도 제19호선 (무주로)      | 무주군 | 안성면 |      |
| 장기교       |                             | 무주군 | 안성면 |      |
| 비들목삼거리 | 진안로                      | 무주군 | 안성면 |      |
| 안성사거리   | 칠연로                      | 무주군 | 안성면 |      |
| 안성교       |                             | 무주군 | 안성면 |      |
| 두문삼거리   | 지방도 제727호선 (덕유산로) | 무주군 | 안성면 |      |
| 사전 교차로  | 국도 제19호선 (무주로)      | 무주군 | 안성면 |      |

## 주요 건물및 시설
- 알뜰 3008주유소 (안성로 29/장기리 429-1)
- 무주군안성보건지소 (안성로 253/장기리 1545-2)
- GS칼텍스 안성주유소 (안성로 256/장기리 1546-1)
- 안성파출소 (안성로 274/장기리 1308-4)
- 신협 신안성신협 본점 (안성로 275/장기리 1308-42)
- 농협 무주농협 하나로마트 안성점 (안성로 280/장기리 1308-21)
- 농협 무진장축산농협 안성지점 (안성로 288/장기리 1317-1)
- 금호타이어 안성대리점 (안성로 334/사전리 1181-3)
- S-OIL 승희주유소 (안성로 446/사전리 402-1)